# 25 Łotewski Batalion Schutzmannschaft Abavas
25 Łotewski Batalion Schutzmannschaft „Abavas” (niem. 25 Lettische Schutzmannschafts Bataillon „Abavas” – kolaboracyjny pomocniczy oddział policyjny złożony z Łotyszy podczas II wojny światowej.

## Historia
Został utworzony na pocz. marca 1942 r. w Lipawie. Na jego czele stanął kpt. R. Aluts. Batalion liczył 14 oficerów, 63 podoficerów i 366 szeregowych policjantów. Byli oni umundurowani w uniformy po armii łotewskiej. Od czerwca nowym dowódcą był ppłk Kārlis Plikausis. 1 lipca batalion został przeniesiony na okupowaną Białoruś w rejon Żytomierz-Korosteń-Owrucz. Od 17 lipca uczestniczył w działaniach przeciwko partyzantom na południowej Białorusi, ponosząc duże straty. W kwietniu 1943 r. w Owruczu w jego skład zostały włączone resztki 17 Łotewskiego Batalionu Schutzmannschaft "Vidzeme". Następnie batalion powrócił na Łotwę, gdzie na pocz. 1944 r. został włączony do nowo formowanego 2 Łotewskiego Pułku Policyjnego "Liepāja".